# Monte dell’Oro
Beim Monte dell’Oro handelt es sich um eine kleine Insel in der nördlichen Lagune von Venedig. Sie hat eine Fläche von 0,13 ha und liegt gegenüber von Santa Cristina, unweit von der dreimal so großen Insel Motta dei Cunicci, rund 2 km nördlich von Torcello. 

## Geschichte
Auf der Insel bestand eine Kirche, die dem hl. Cataldus geweiht war. Sie ging wahrscheinlich auf Benediktiner zurück. Der Legende nach wurden hier Goldschätze vergraben, angeblich solche von Attila, was den Namen der Insel erklären sollte. Gleichfalls legendenhaft ist die Besiedlung der Insel durch Flüchtlinge vor den Hunnen Attilas im Jahr 452.
1848 entstand hier eine Festung durch die venezianischen Revolutionäre, die eine Belagerung durch die Österreicher erwarteten. Dabei konnte die Insel die schmale Durchfahrt von Torcello blockieren. Von der Festung blieben nur wenige Ruinen, auch wenn die Österreicher sie nach Rückeroberung der Stadt weiter ausbauten. 
1994 wurde die Insel verkauft.